# Carex xanthocarpa
Carex xanthocarpa är en halvgräsart som beskrevs av Jean Vincent Yves Degland. Carex xanthocarpa ingår i släktet starrar, och familjen halvgräs. Inga underarter finns listade i Catalogue of Life.